# ドレスデン
ドレスデン（独: Dresden、[ˈdʁeːsdn̩] ( 音声ファイル)）は、エルベ川の谷間に位置する、ドイツ連邦共和国ザクセン州の州都である。
3つあるザクセン州の行政管区の一つである、ドレスデン行政管区の中心都市であり、人口は約51万人（2008年）。
なお、ドレースデンと表記されることもある。

## 地勢
エルベ（Elbe）川沿いの平地に開けた町である。ドイツの東の端、チェコ共和国との国境近く（30キロメートルほど先）に位置する。陶磁器の町として有名なマイセンまで約25キロメートルと近く、エルベ川が両市を結ぶ重要な交通路であった。

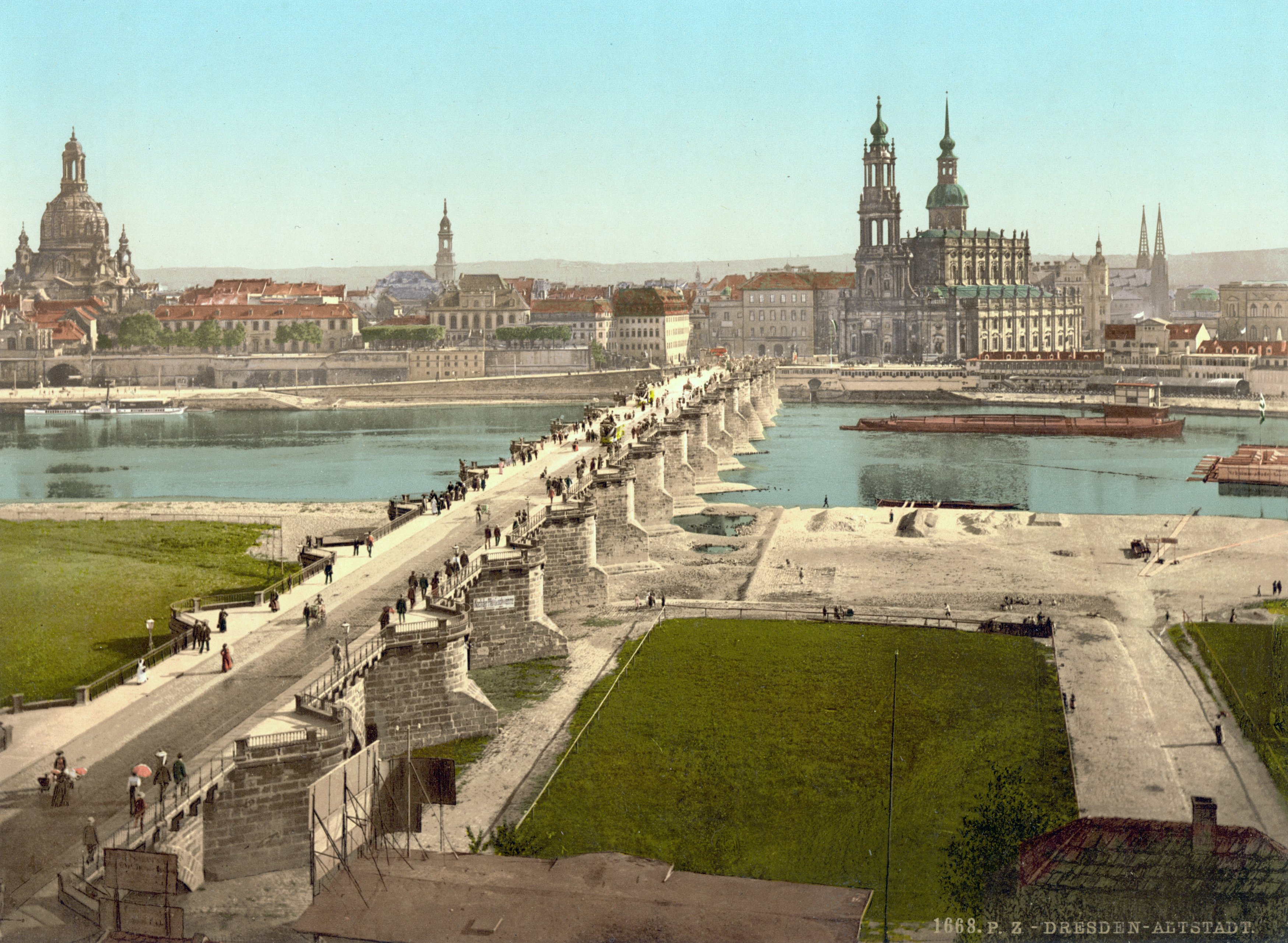
1900年頃のドレスデン市街遠望

## 歴史
7世紀以来スラブ人が居住していたこの地（Gau Nisan）の集落は、929年より後にドイツ人支配のマイセン辺境（Mark Meißen）の中に入った。1144年より前に、ヴェッティン家のマイセン辺境伯の所領となった。辺境伯はエルベ川の南岸、Gauの中心にあったと推測される国王荘館（Königshof）を改築し城塞（Burg）にした。1206年に名前を挙げられた町には、一つの最初の小教区（後の聖母教会）とニコライ教会（後のクロイツ教会）を囲む12世紀の商人集落があった。この集落から、1216年に名前を挙げられるCivitasが発展した。神聖ローマ帝国からシレジアへと通じる重要なフランケン街道（Frankenstraße）には、1275年の文書に記されたエルベ橋が架けられる。辺境伯ハインリヒ貴顕公（Heinrich der Erlauchte）はドレスデンを居城地とした。1265年より前に、フランシスコ会の修道院が建設された。1265年には、ドレスデン市に開市権（Stapelrecht）が与えられ、1292年には、市長と参事会が置かれている。1485年以後ヴェッティン家の居城都市（Residenzstadt）として大いに発展する。
ドレスデンの名が歴史に現れたのは、上記のように1206年で、ドレスデネ(Dresdene)と記されていた。この名称は、古ソルブ語の「森」を意味する語と関係があり、本来「（川辺の）森の辺りに住み人々」（die Siedler am >Auen<wald）を指していた。1350年には、エルベ右岸の地区が「古ドレスディン(Antiqua Dressdin)」という名称で現れ、1403年に都市権を与えられている。これが現在の新市街（ノイシュタット）で、エルベの右岸と左岸は、1549年まで別の町として扱われていた。

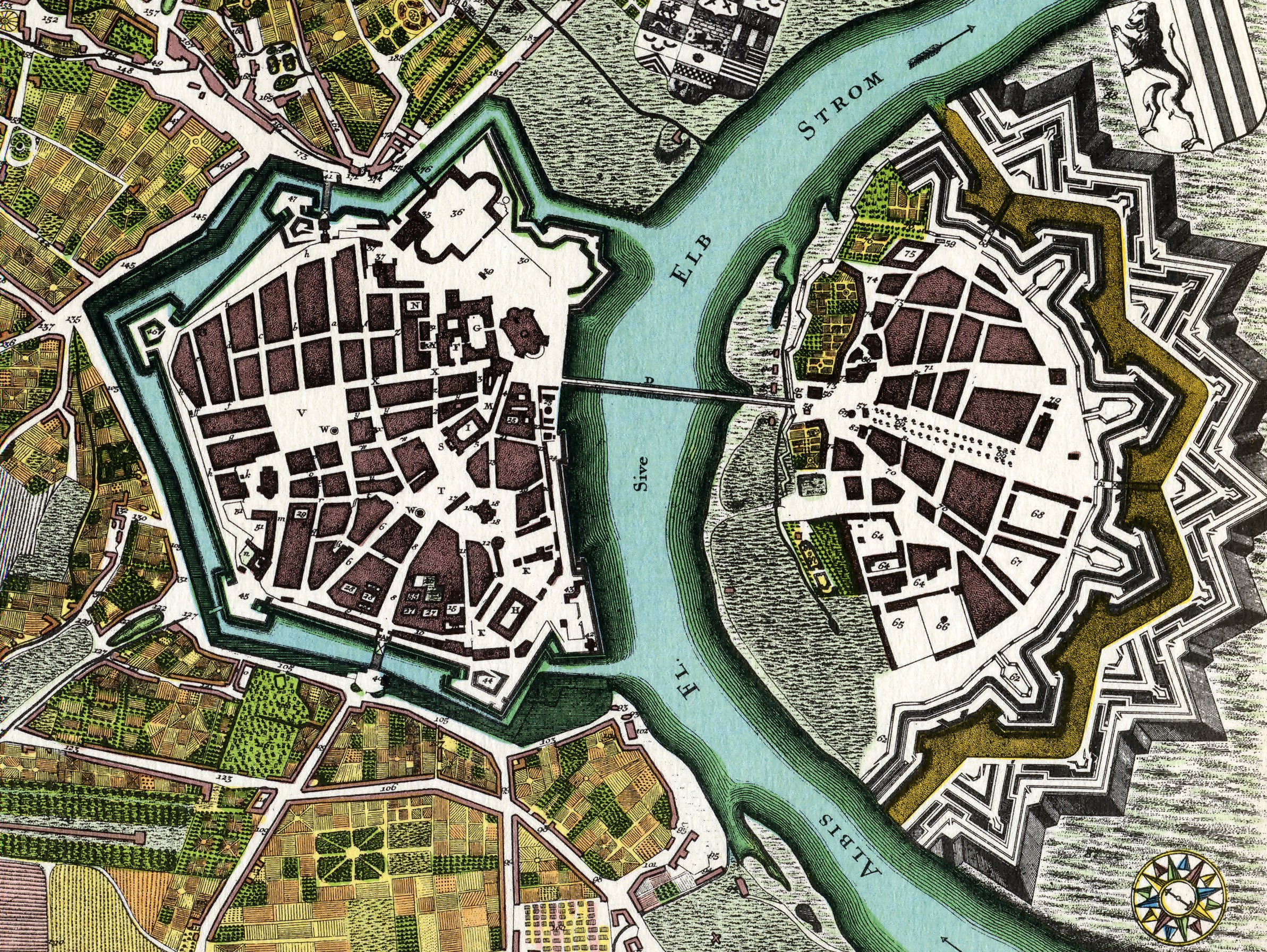
1750年のドレスデン市街図。旧市街（エルベ左岸）が水堀、新市街（同右岸）が星型要塞に周囲を囲まれている

ドレスデンが発展するきっかけとなったのは、ザクセン選帝侯フリードリヒ2世の2人の息子、エルンストとアルブレヒトが、1485年に、兄弟で領土を分割（ライプツィヒの分割）したことに始まる。ドレスデンを中心とする領土を与えられた弟アルブレヒトは、ザクセン公を称し、ドレスデンを都として地域を支配することとなった。こうして、ドレスデンは、アルベルティン家の宮廷都市として栄えることになる。
その後、アルベルティン家は1547年のモーリッツの時に選帝侯となり、ドレスデンがザクセンの中心地として発展することになった。エルベ川に沿ったアウグスト通り沿いの外壁には、歴代君主たちを描いたおおよそ100メートルにわたるマイセン (陶磁器)による壁画「君主たちの行列」がほぼオリジナルの状態で現存している。

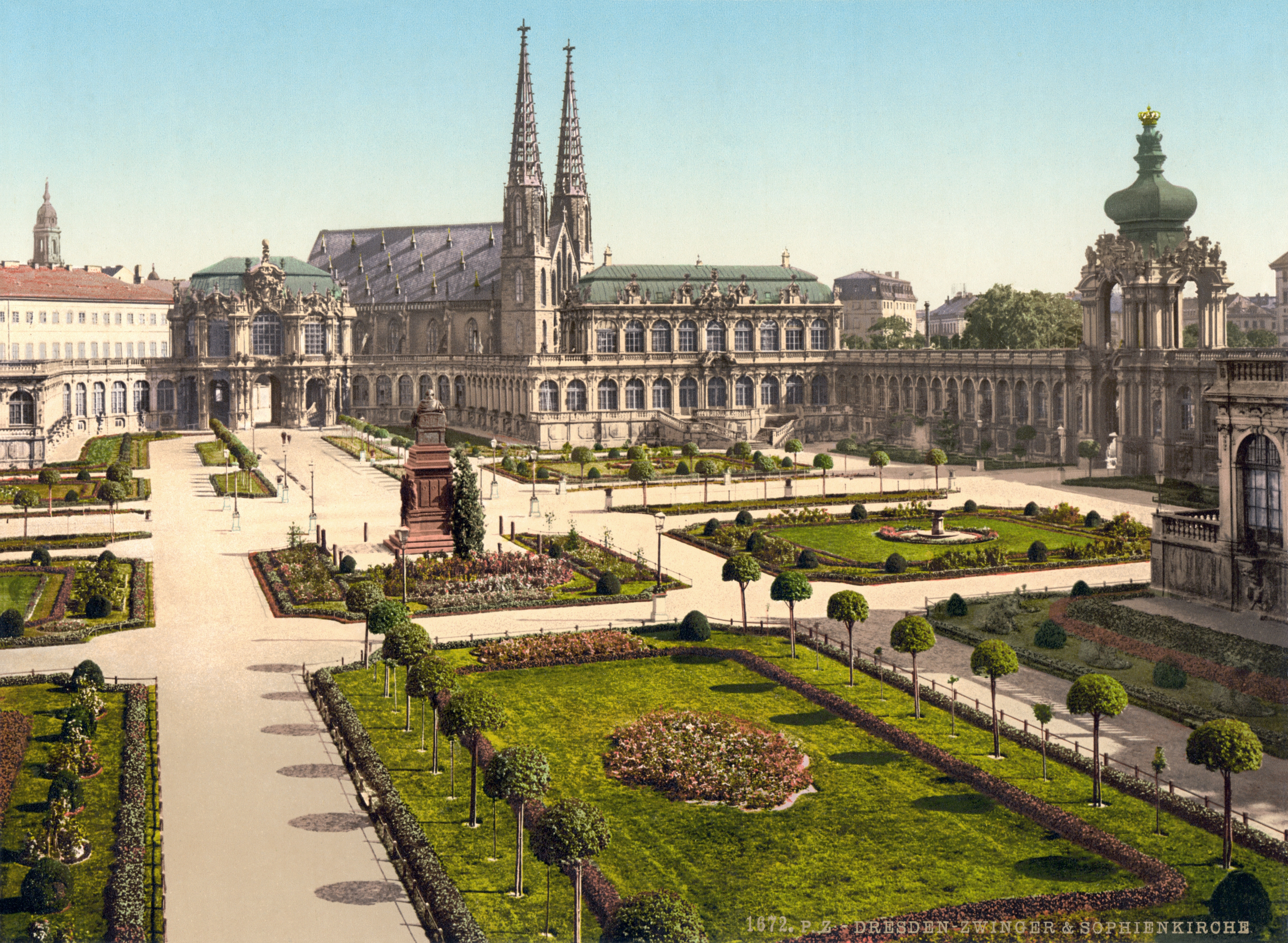
1900年頃のツヴィンガー宮殿。奥にある双塔の建物は聖ゾフィー教会（現存せず）

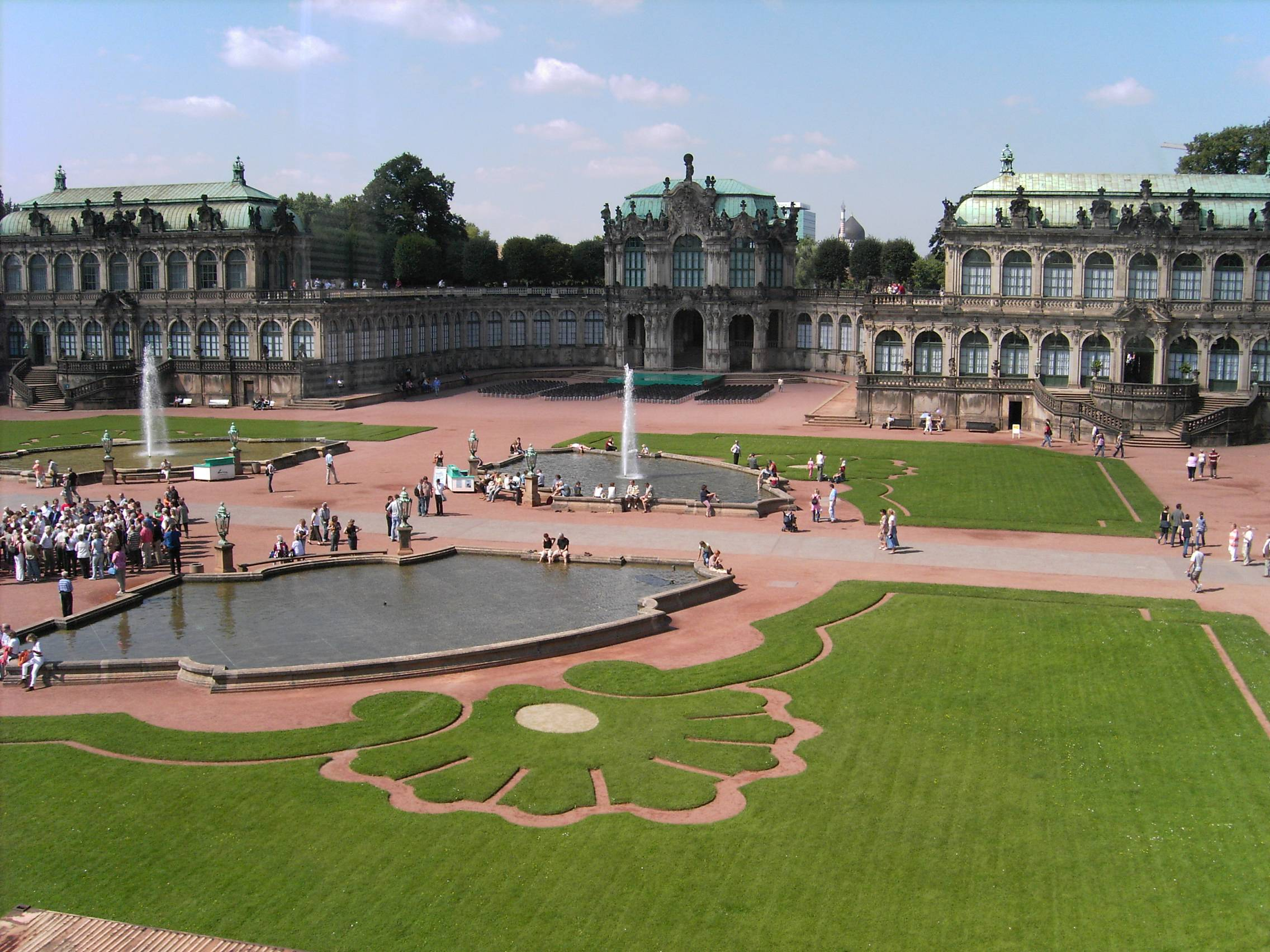
現在のツヴィンガー宮殿

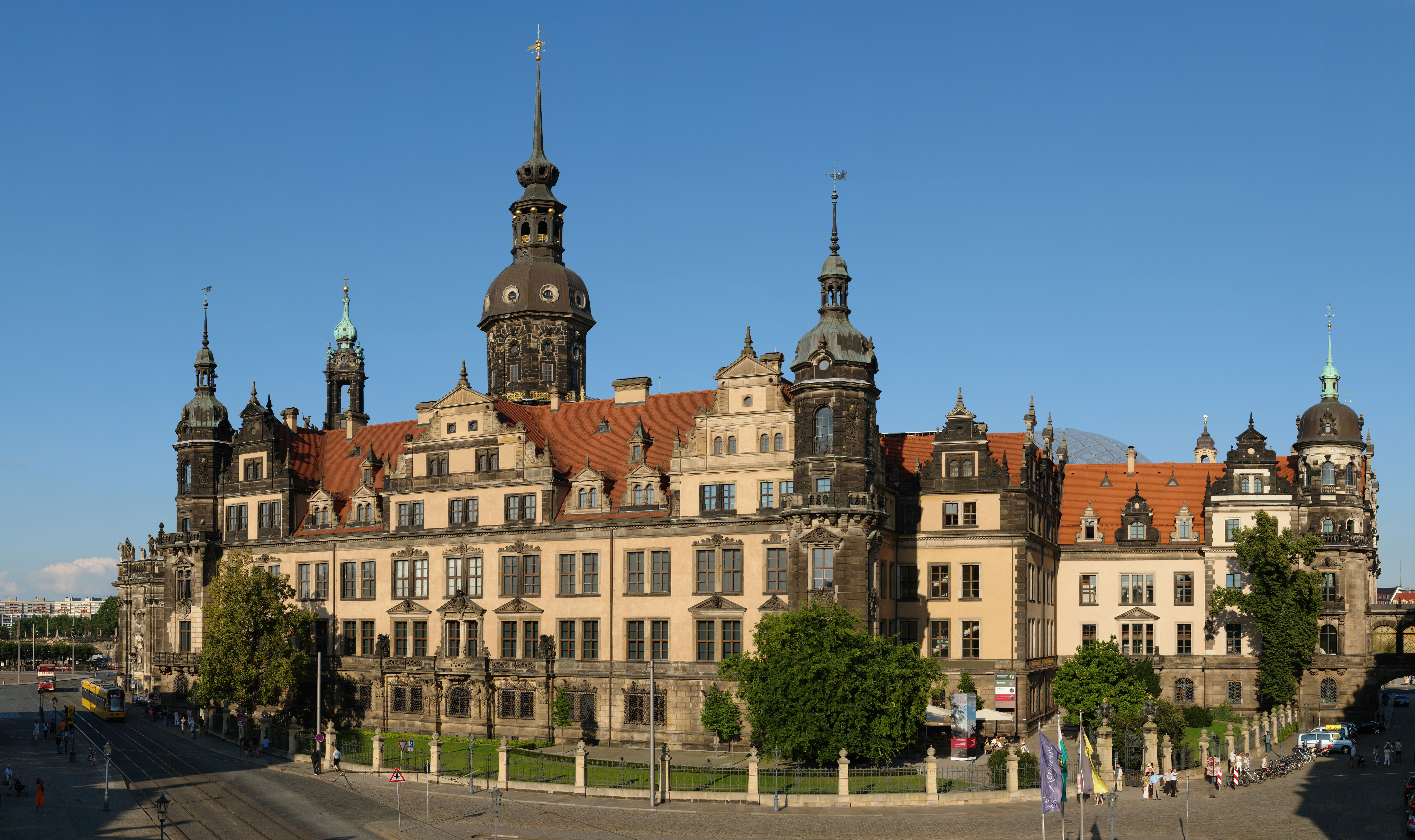
ツヴィンガー宮殿に隣接するドレスデン城（ザクセン王の居城だったが現在は博物館となっている）

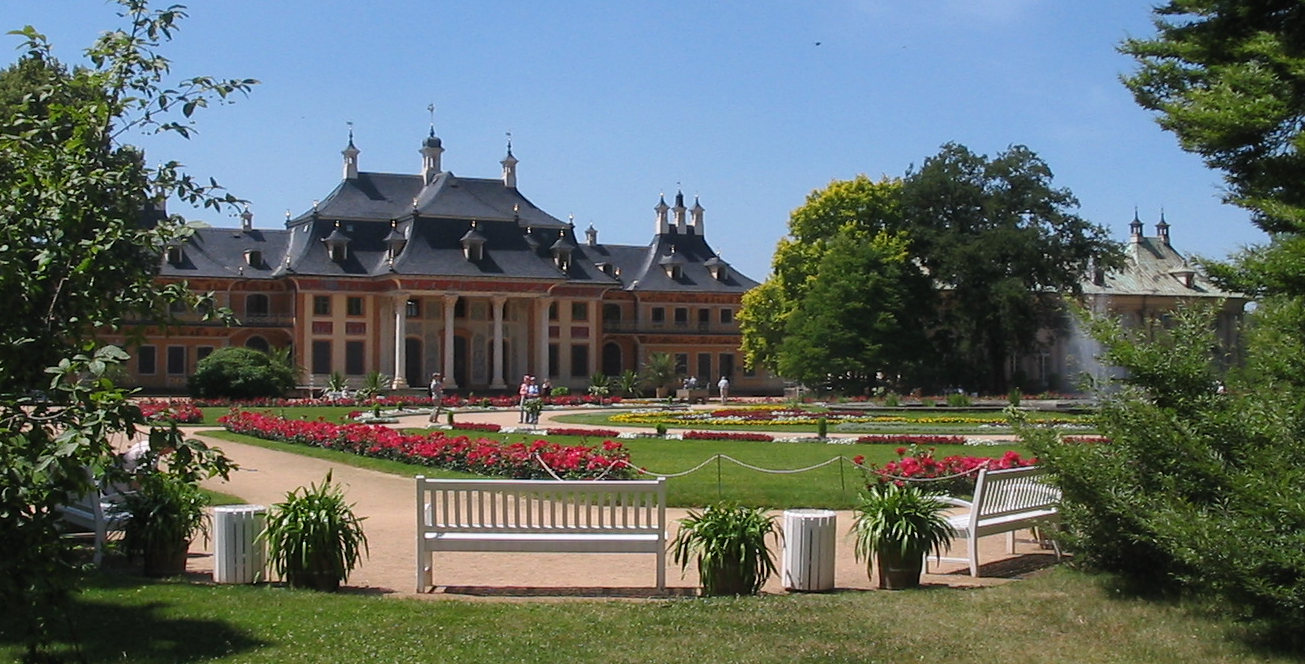
ピルニッツ宮殿にある山の宮殿

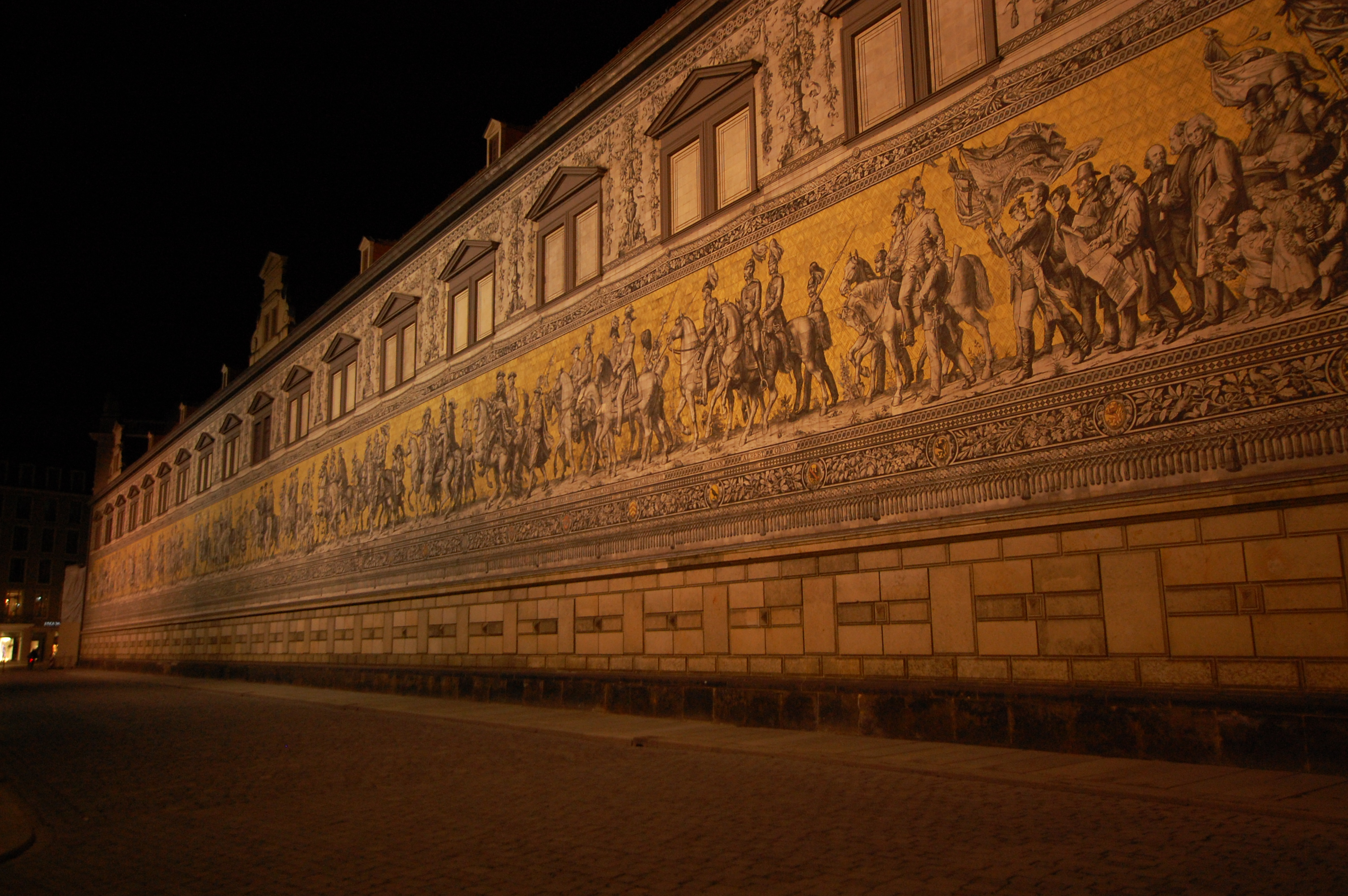
君主たちの行列

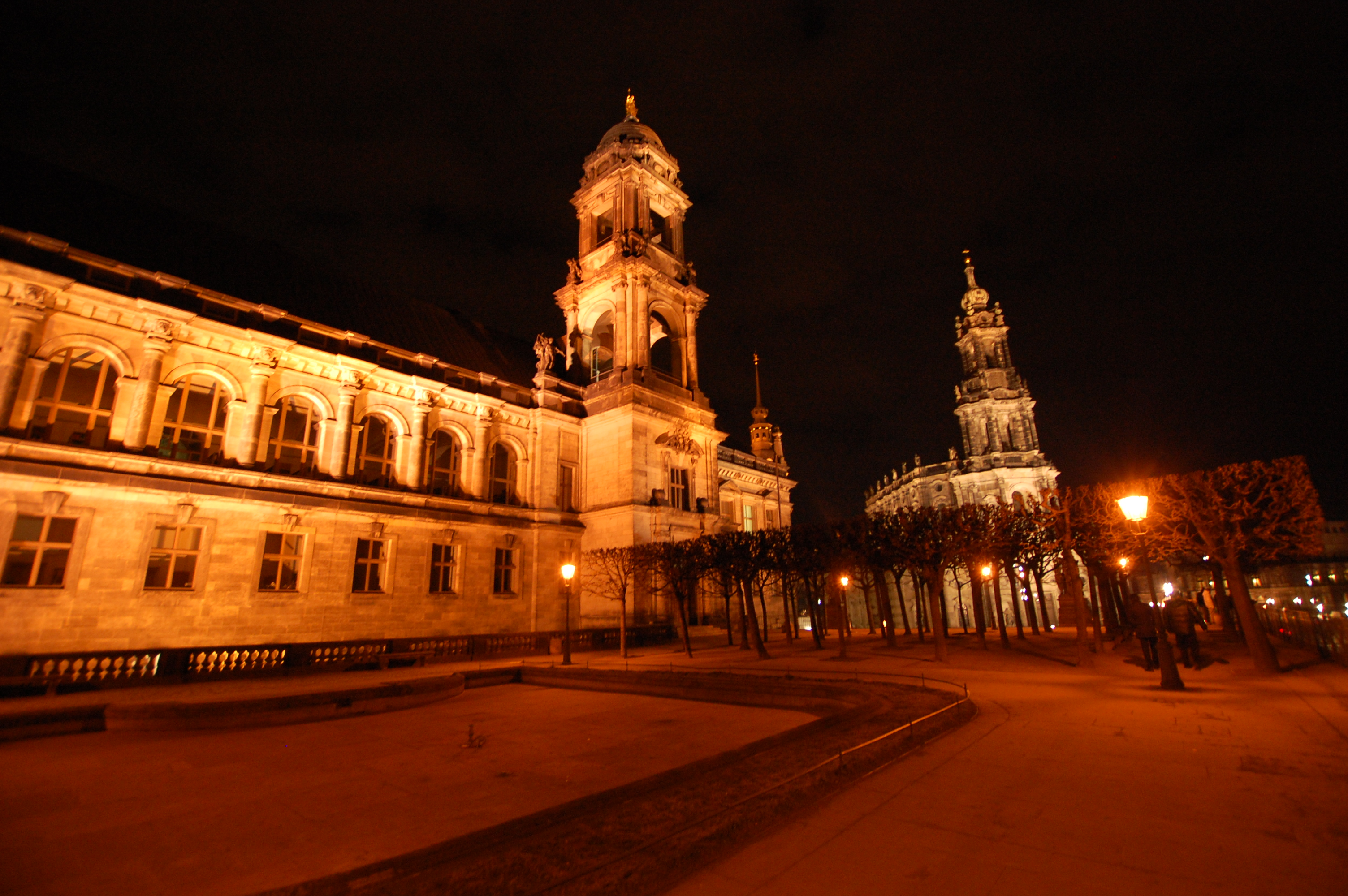
ブリュールのテラス付近の夜景

ドレスデンが最も発展したのは、1711年から1728年のフリードリヒ・アウグスト1世（アウグスト強王）の治世である。ドレスデンを代表する建築物となっているツヴィンガー宮殿（Zwinger）は、アウグスト強王が、ダニエル・ペッペルマンに命じ、1711年から1728年に、城から近い場所に自らの居城として後期バロック様式によって建立させたものである。同時に、エルベ川の10キロほど上流にあるピルニッツ宮殿も、大幅に増築されている。一方、市の中心部では、1726年に聖母教会（フラウエン教会）の建築が開始されている。こうして形成されたドレスデンの町並みは〈百塔の町〉とも呼ばれ、18世紀中期の姿がベルナルド・ベッロットによる絵画として残されている。
1806年に神聖ローマ帝国が解体し、ザクセン王国が成立した後は、ドレスデンはその首都となった。
第二次世界大戦では徹底した爆撃（ドレスデン爆撃）にあい市内中心部はほぼ灰燼に帰した（ただし、現在ドレスデン美術館のアルテ・マイスター絵画館に展示されている美術品の多くは、事前に近くの洞窟に隠されていて、おおむね無事だった）。ソ連占領地域にあったため、戦後はドイツ民主共和国（東ドイツ）領となり、ドレスデン県の県都としてライプツィヒなどと並ぶ工業都市として発展した。近年では〈エルベ川のフィレンツェ〉とも呼ばれ、観光地としての開発も顕著で、東部ドイツ有数の大都市として賑わいを見せており、1990年の東西ドイツ統合後、歴史的建築物の再建計画が一層推進されつつある。廃墟のまま放置されていた王妃の宮殿（Taschenbergpalais）が再建されて高級ホテルに生まれ変わったほか、同じく瓦礫の堆積のままの状態で放置されていた聖母教会の再建には、世界中から182億円もの寄付が集まり、2005年10月に工事が完了した。瓦礫から掘り出したオリジナルの部材をコンピューターを活用して可能な限り元の位置に組み込む作業は「ヨーロッパ最大のジグソーパズル」と評された。新しい部材との組み合わせがモザイク模様を描き出しているこの建物は、新しい名所となっている。

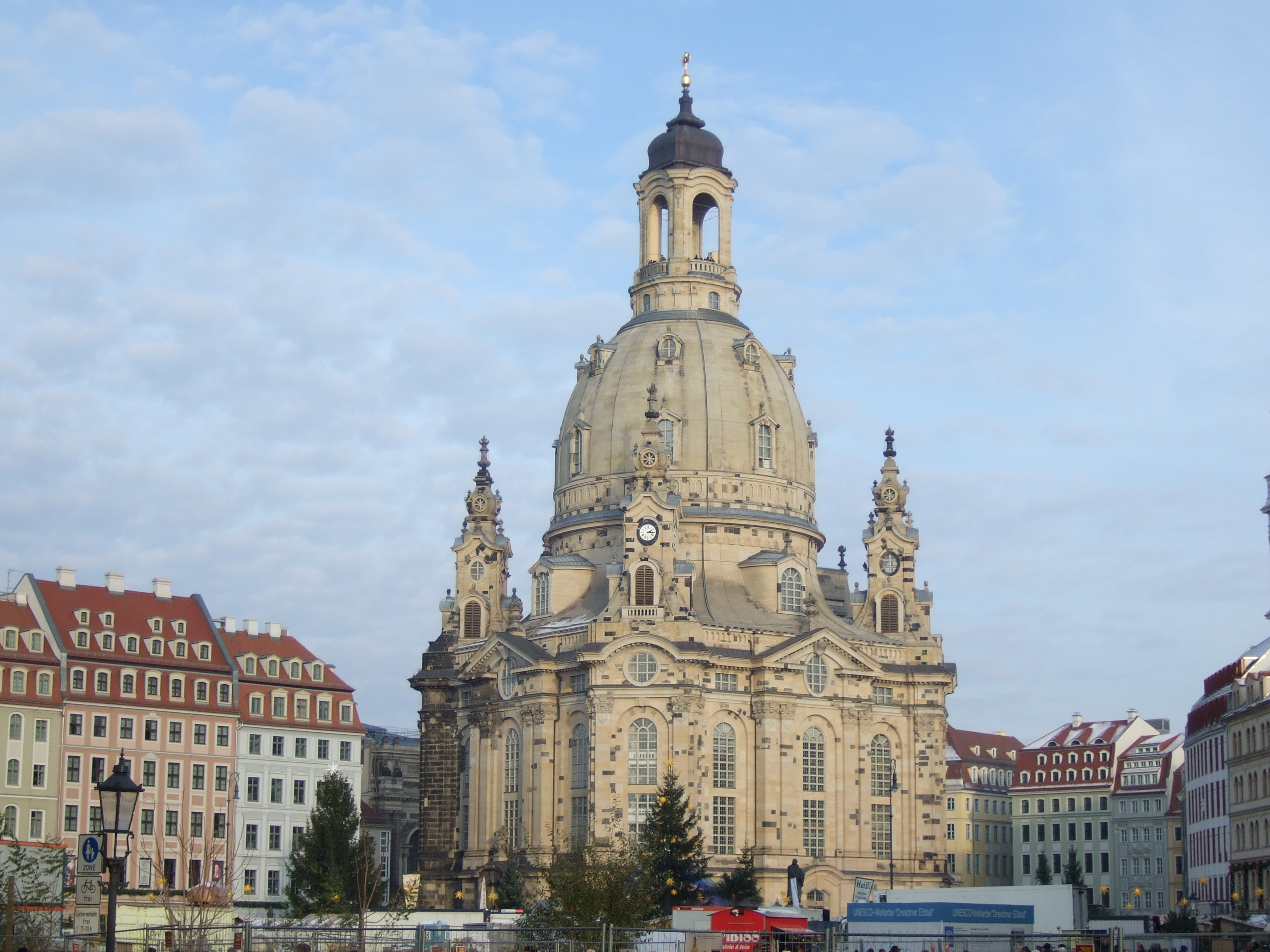
修復された聖母教会

## 文化

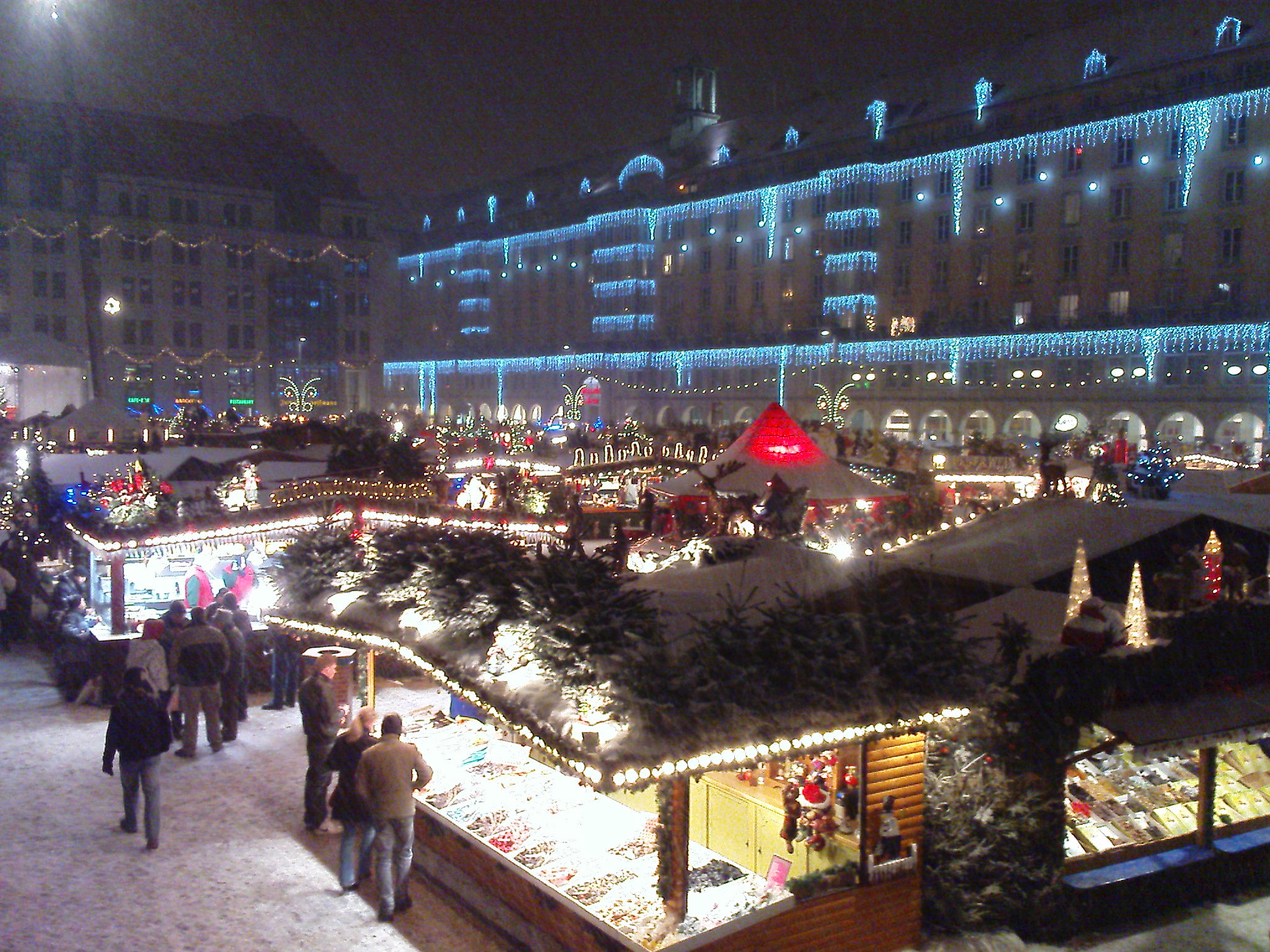
クリスマスマーケット(Striezelmarkt)

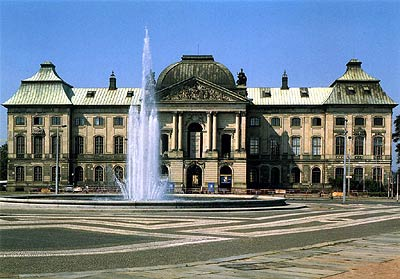
日本宮殿。1715年建造。アウグスト2世の東洋陶磁器コレクションの倉庫だった。現在は民俗博物館

音楽はザクセン侯宮廷の傾向を反映して、古くからイタリアの影響を受けてきた。シャイン、シュッツらはルター派典礼音楽にイタリア音楽の傾向を付け加えた。ミヒャエル・プレトリウスもしばらくドレスデンで活動したこともあり、17世紀ドイツにおける音楽の中心地のひとつであった。モーツァルトもまたドレスデンで作品の初演を行っている。ドレスデン州立歌劇場、通称ゼンパー・オーパーは新古典主義建築の代表作としても知られ、専属のオーケストラであるシュターツカペレ・ドレスデン（「ドレスデン国立歌劇場管弦楽団」と呼ばれることも多い）は、最古のオーケストラとして知られている。ドイツ鉄道ウィーン～ドレスデン間の夜行特別列車「ゼンパーオーパー」はこの劇場の名にちなんだものである。なお、歌劇場が二つある都市は、世界でもベルリン（三か所）以下、ウィーン、モスクワ、ミュンヘン、ロンドンなど、人口百万以上の大都市ばかりであり、中規模都市としてはドレスデンは唯一の存在である。
ザクセン侯の美術コレクションは現在ツヴィンガー宮殿の一角を占めるドレスデン美術館のアルテ・マイスター絵画館（Alte Meister）などで展示されている。アルテ・マイスターのコレクションの中にはラファエロの「システィーナの聖母」が含まれる。そのほかレンブラント、ルーベンス、ルーカス・クラナッハ、デューラーなどヨーロッパを代表する画家たちの膨大な数の作品が公開されている。この美術館はヨーロッパでも重要なコレクションを有する施設のひとつである。旧市街には二校の芸術系大学が存在している。ドレスデンで最も古い大学であるドレスデン美術大学と、質の高い音楽家を世に出してきたドレスデン音楽大学である。
上記の様な旧市街（アルトシュタット、Altstadt）で主に見られる文化の他に、新市街（ノイシュタット、Neustadt）の文化も興味深い。
新市街は、実は旧市街よりも歴史はかなり古い。ザクセン選帝侯時代、今の新市街地区のほぼ全域を焼失させる大火災があった。そこから比較的早く復興したため、それを記念し、全く新しく生まれ変わって繁栄してほしい、という願いを込めて、選帝侯がノイシュタットと名付けられたとも言われている（原典不明）。
築 100 年を超える建物が多く、世代を超えても当時の雰囲気を比較的良く保っている、数少ない街である。空襲で完全に焼け落ちたにもかかわらず、歴史的建造物を除きアルトシュタット以上によく保守された地区と言ってもよい。
街の空気がやや古典的で、狭い路地が続く町並みには、レストランやバーが無数に存在し、週末は地元人達で賑う。また、美術・芸術家などの個展や、演奏会・音楽サロンが街のあちこちで毎週のように開かれ、地元人の関心も常に高い。文化・芸術が生活と密接に関わっている街である。
2004年、歴史的建造物の残る文化的景観が評価され、ドレスデン・エルベ渓谷が世界遺産に登録された。ドレスデンを中心にしたエルベ川流域18kmが対象であった（面積1930ha）。しかし、交通量の増加に対応するためにエルベ川に車両用の橋を建設する案が検討されたことから、2006年に危機にさらされている世界遺産リストに登録され、その後、ユネスコの世界遺産委員会からの警告が発せられた。それにも関わらず、建設が推進されたため、2009年の第33回世界遺産委員会で世界遺産リストからの登録抹消が決議された。
町の中心部近くにある聖母教会の再建は、当初の2006年完成予定に対し、2004年には内部の見学が一部可能となり、2005年に前倒し完成となった。

## 宗教

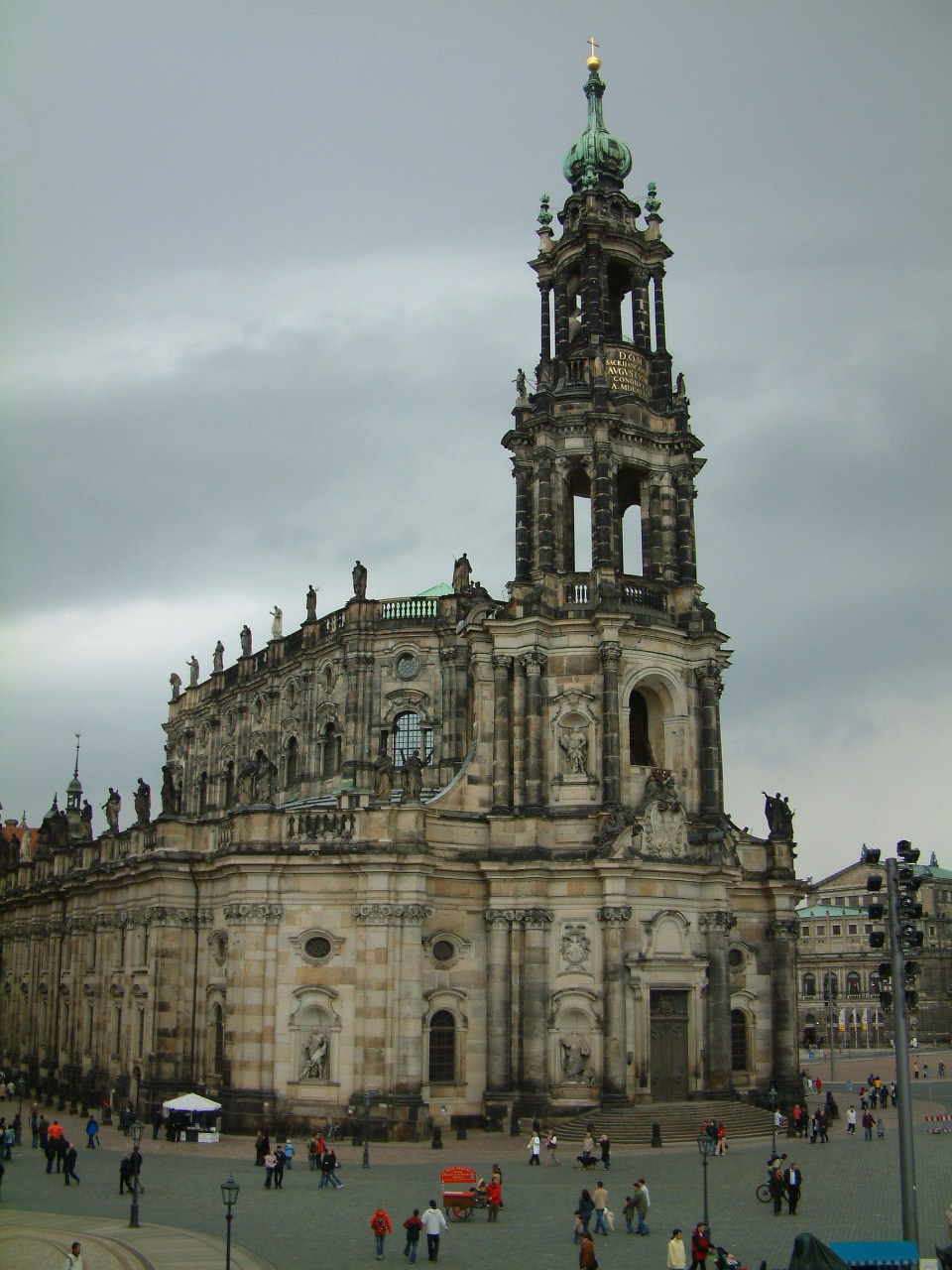
カトリック
宮廷教会

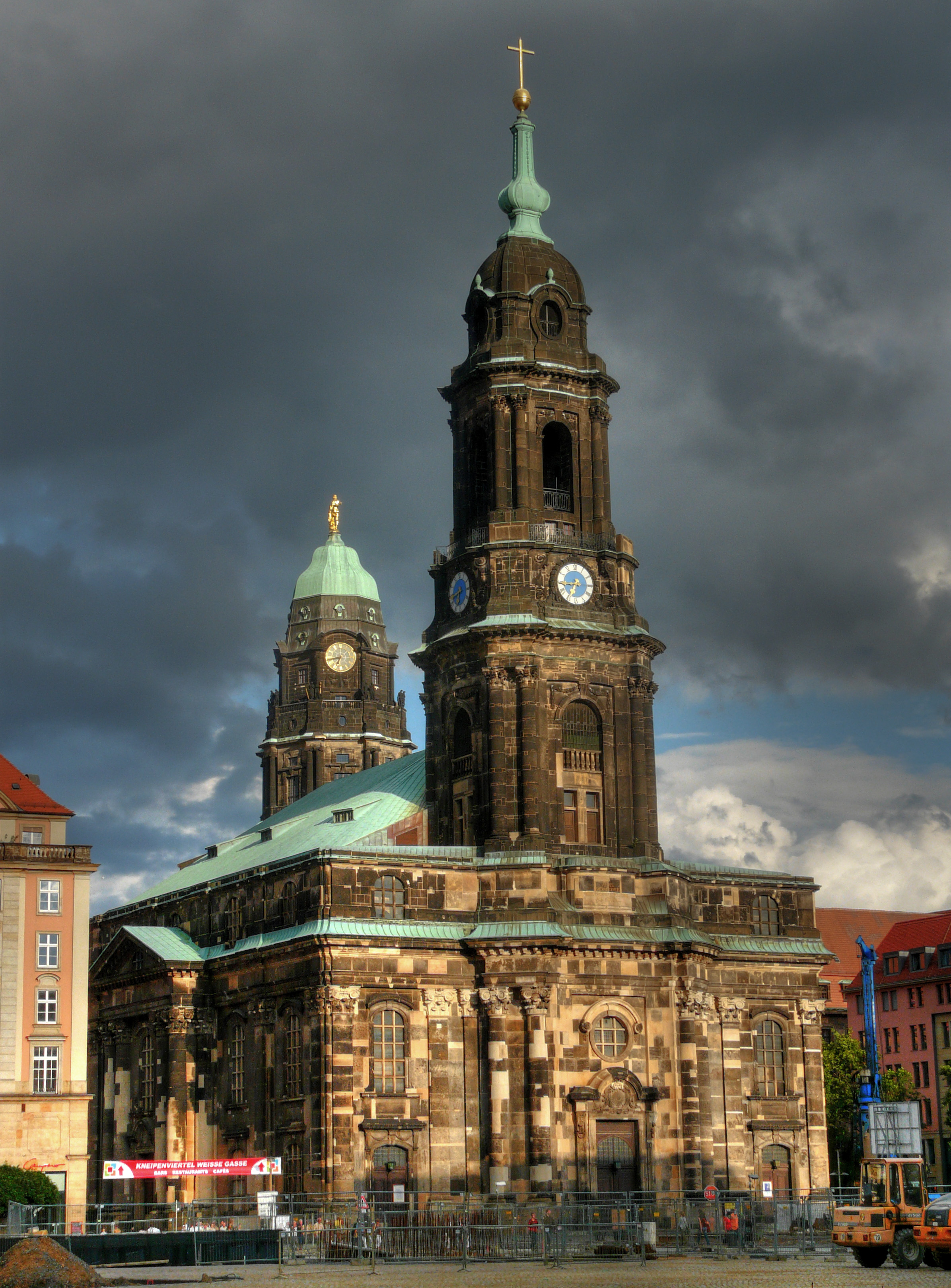
ドレスデン
十字架教会

ドレスデンでは1539年に宗教改革が導入された。1571年頃から厳格なルター主義を代表する都市になった。1661年になってドレスデンにおいて再びローマ・カトリック教会のミサがおこなわれた。ザクセン選帝侯フリードリヒ・アウグスト1世はアウグスト2世としてポーランド王に即位するために、1697年にドレスデンの宮廷をカトリック信仰に変更させた。ローマ・カトリック教会共同体はドレスデン市において1807年に初めて福音主義教会と同等に扱われるようになった。以来、ローマ・カトリック教会はドレスデンでは少数派として存続している。
第1次世界大戦後の君主制終焉によって、キリスト教会と国家の関係は大きく変化し、1922年には最初のザクセン州教会監督が選出された。
東独時代において福音主義教会信徒の比率は約85%(1949)から22%(1989)に減少した。ホーネッカー時代の1980年にローマ・カトリック教会の司教座がドレスデンに置かれた。カトリック宮廷教会がドレスデン＝マイセン司教区の司教座聖堂に昇格したからであった。
今日、ドレスデン市民の大多数(約80%)は無宗派であり、どの宗教団体にも属していない。約2万人がローマ・カトリック教会の信徒であり、約7万5千人がドイツ福音主義教会(EKD)に加盟しているザクセン福音ルター派州教会の教会員である。ドレスデン市民におけるローマ・カトリック教会信徒の比率は約4%、ルター派教会信徒の比率は約15%である。
ルター派や改革派等のキリスト教自由教会と非キリスト教宗教団体に属する会員数はドレスデン市当局の見積もりによると約5千人である。18世紀、1764年にドレスデンに最初の改革派教会が建てられた。ルター派と同じ公的権利がドレスデンの改革派教会に与えられたのは1811年であった。このドレスデンの改革派教会はドイツ福音主義教会(EKD)に属さない自由教会で約6百人の教会員がいる。ザクセン州にはライプツィヒ、ケムニッツにも改革派教会があるが、これらの教会はドイツ福音主義教会(EKD)に属している州教会である。現在のドレスデンには約760人のユダヤ教徒が住んでいる。

## 経済

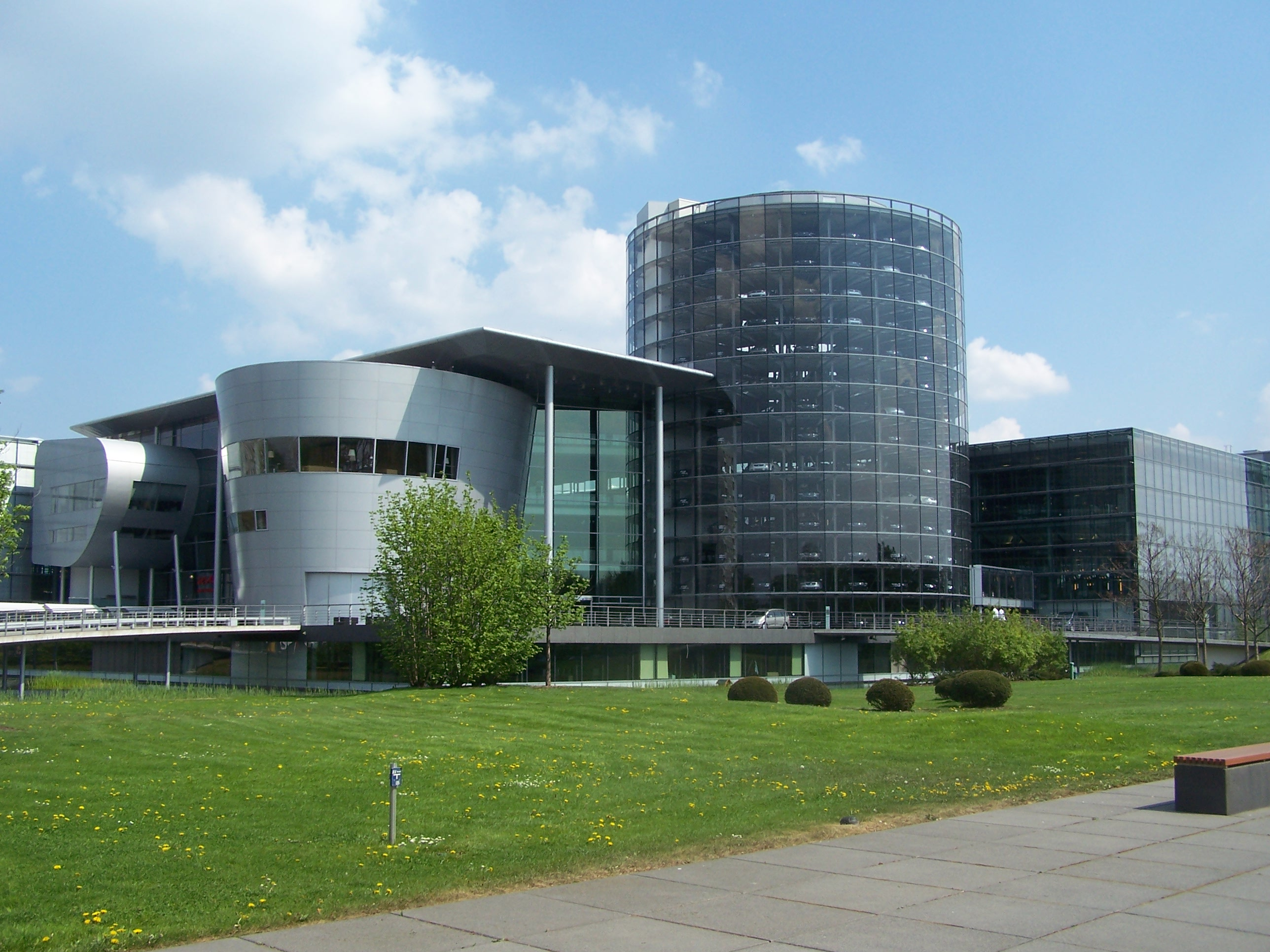
グレーゼルネ・マヌファクテュア

もともと工業都市であり、戦前から旧東独時代も通して、精密機械から重工業まで、あらゆる工場が林立していた。かつては、イハゲーをはじめとする多くのカメラメーカーがドレスデンに拠点を置いていたほか、直線距離で23kmほど離れたグラスヒュッテとともに、高級腕時計の生産地としても名を馳せる。
中部のグローサーガルテン (Großer Garten) 地区には、フォルクスワーゲンの自動車工場である「グレーゼルネ・マヌファクテュア」（Gläserne Manufaktur、ガラス張りの工場の意）が設立されている。同工場は2002年に操業開始し、フォルクスワーゲン・フェートンなどの製造を行っている。
また、近年では独インフィニオン・テクノロジーズ社から独立したキマンダ社、米AMD社の半導体製造部門が独立したGLOBALFOUNDRIES (グローバルファウンドリーズ)社 などの製造拠点が置かれ、欧州における半導体製造拠点の一つともなっている。
1908年にメリタが創業したが、1929年にミンデンへ移転した。

## 交通
- ドレスデン交通企業体 - 公共交通会社
- ドレスデン空港

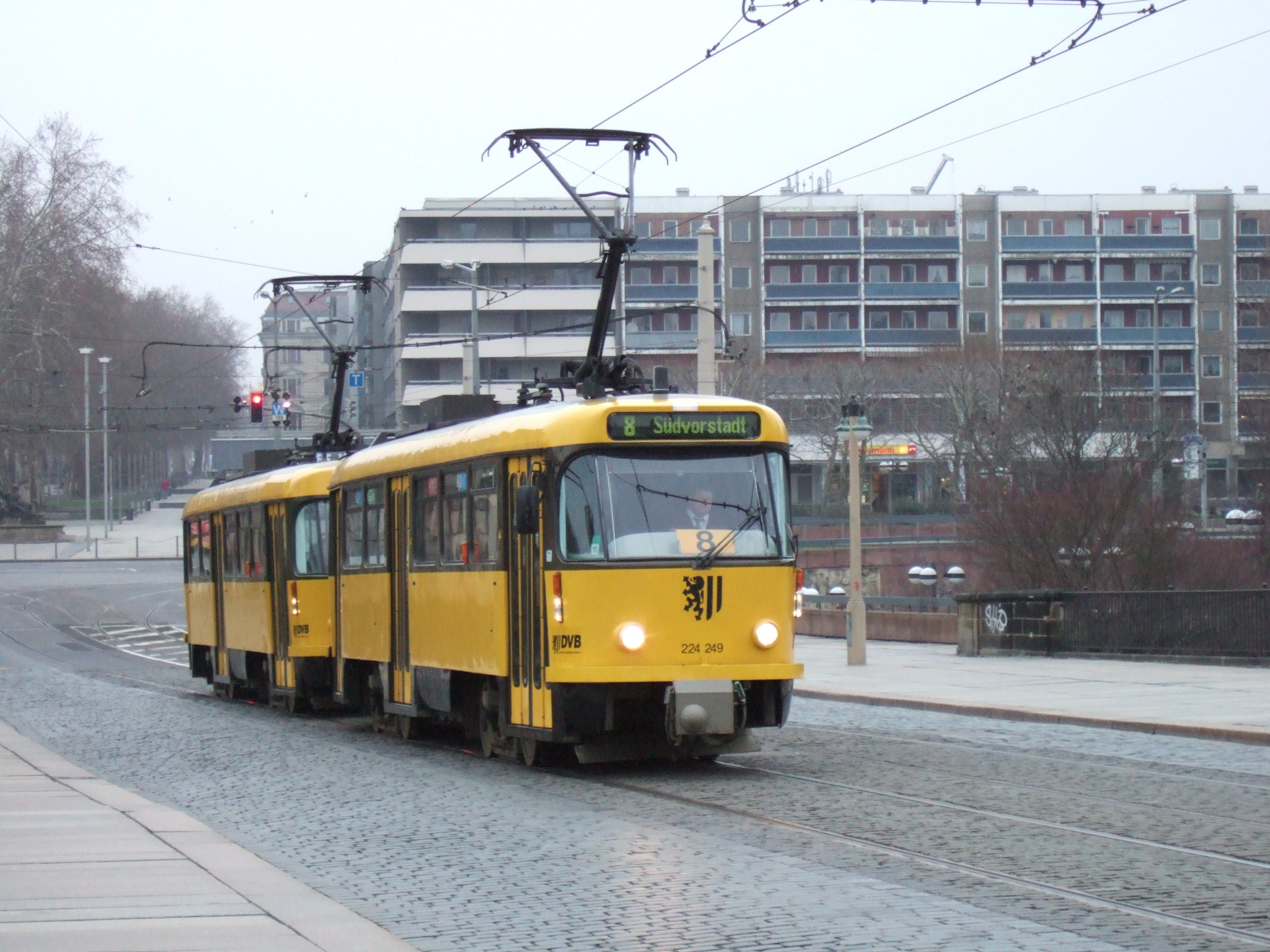
ドレスデンの路面電車

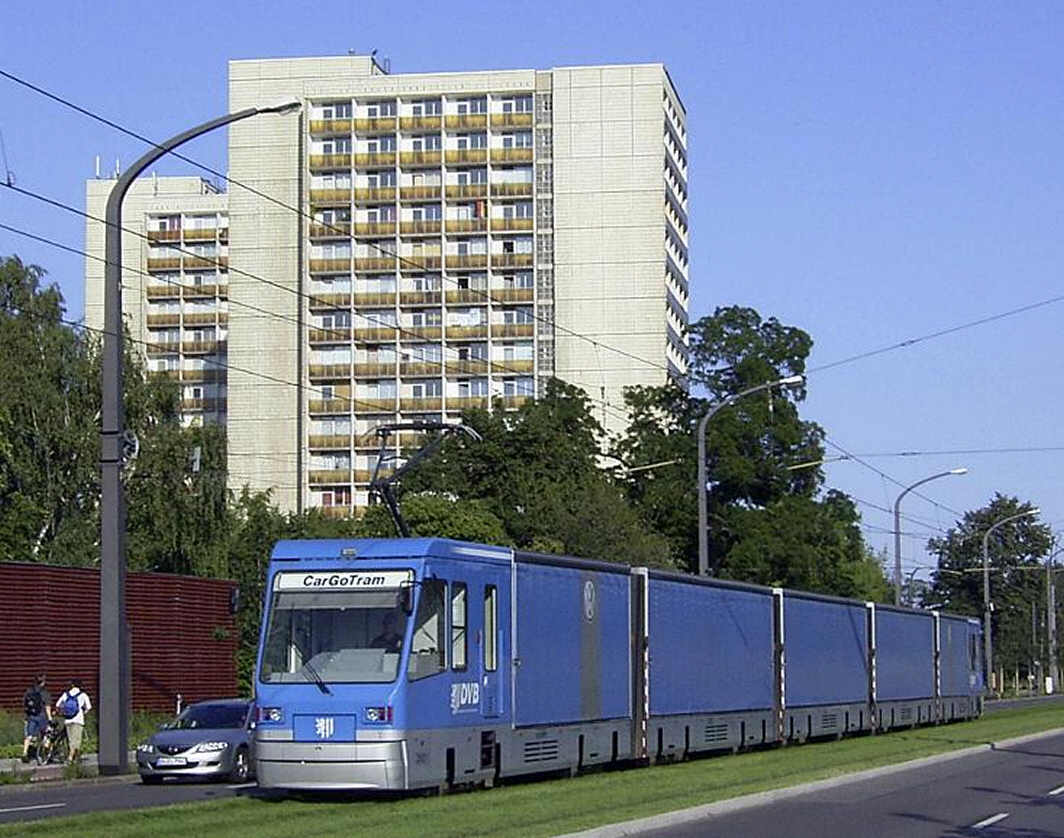
カーゴトラム

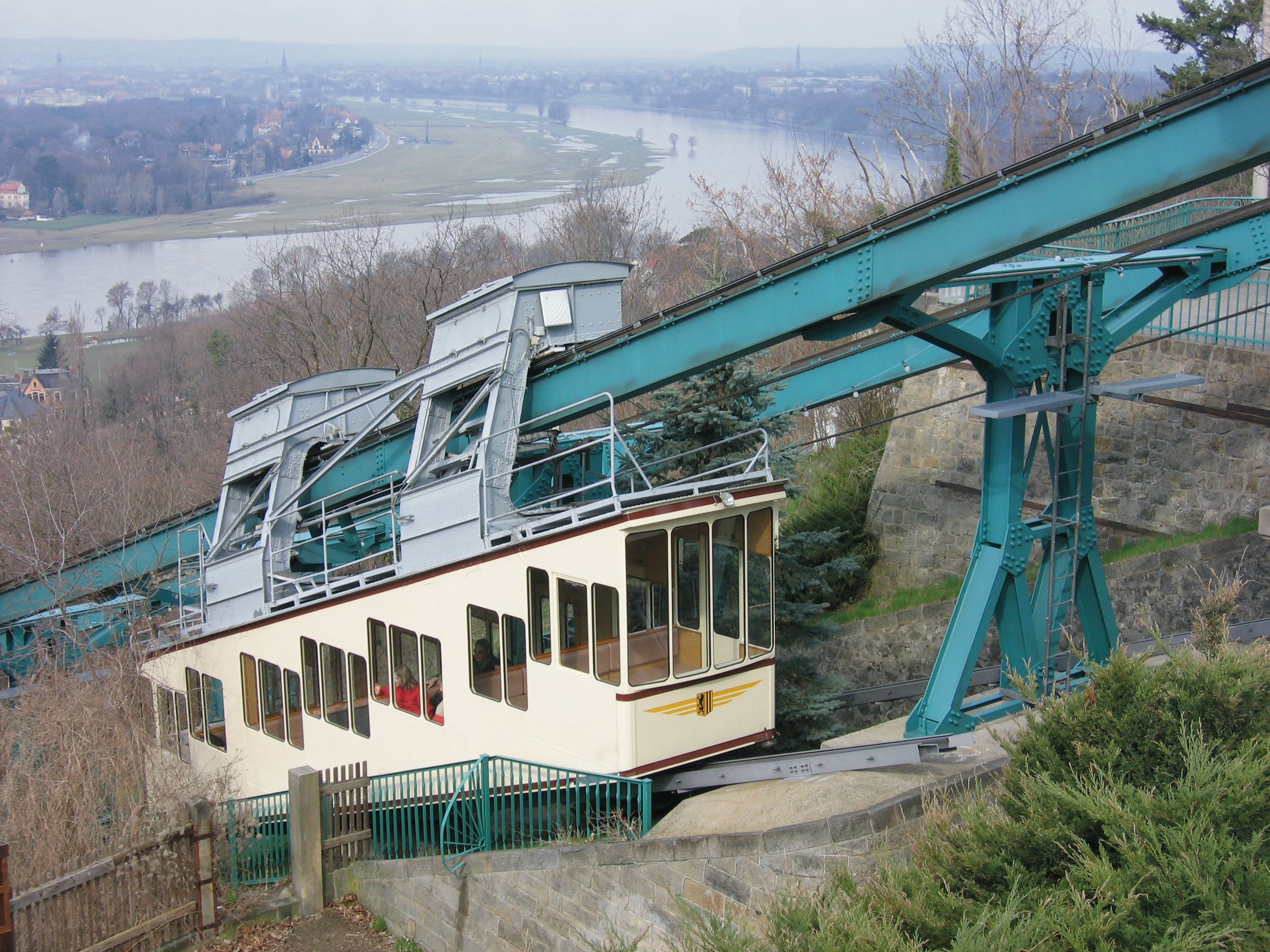
ドレスデン・モノレール

- ドレスデン中央駅は、ベルリン、プラハ、ニュルンベルクとの間に直通列車を持つ。
  - 2006年の市誕生800年のお祝いに向けて、ドレスデン中央駅の周辺は整備計画が進行中である。最近、駅舎の改修工事の一部が完成をみた。これらの整備に伴い、今後数年間のうちに中央駅周辺は大きく発展することが期待される。
  - ドレスデン中央駅のほか、ドレスデン=ノイシュタット駅も優等列車の多くが停車する主要駅である。
- 市内交通を担う存在として、ドレスデン交通企業体の運営による路面電車がある。東西ドイツ分断の頃にモータリゼーションの影響が遅れており、路線廃止が行われていない為、人口50万人の都市としてはかなり長い総延長130km余りの路線を有する。車両はかつては東欧のČKDタトラ製の「タトラカー」が主力だったが、東西ドイツ統合後は超低床車のフレキシティ・クラシック(ボンバルディア社製)が投入され、老朽化したタトラカーを順次置き換えを進めている。利用者が多い為、列車編成も約45mと長大である。
  - またドレスデンでは世界的にも例を見ない電車方式の貨物列車、｢カーゴトラム」 (CarGoTram) を2001年より運行していた。これは前述のフォルクスワーゲンのグレーゼルネ・マヌファクテュアの設立に端を発する。乗用車の生産に伴って発生する有害物質の削減等、エコロジーに重点を置いている同工場は、敷地面積が若干狭く、資材や部品の倉庫を設置できなかった為、市西部にあるドイツ鉄道の貨物駅に隣接して倉庫を建設した。そこで部品運搬の手段が問題となり、試算した結果工場と倉庫を一日170台の大型トラックが往来する事となり、大気汚染等の環境問題、道路交通の安全性等の懸念から、既存の路面電車を活用する事となった。工場と倉庫には本線と接続した引込み線が設けられ、実に60t、トラック約3台分の荷物を積載が可能な5~7両編成の貨物列車（両端が電動車、中間が付随車のいずれも有蓋車）が40分間隔で、約18分掛けて往復していた。四代目となるフォルクスワーゲン・ゴルフが発表された際、荷台にゴルフを載せて市民にお披露目するというプロモーションを行った事もあった。このカーゴトラムは、自動車と鉄道という相反する物を有機的に結び付けただけでなく、環境問題への取り組みとして注目されていた。しかしながら、電気自動車の「ID.3」に関して製造拠点がドレスデンからツヴィッカウの工場へと移管し、ドレスデンの倉庫 - 工場間の輸送量が大幅に減少する事となり、維持費の面で不利となるカーゴトラムはトラックへ置き換えられる事となった。当初は2020年12月23日の最終列車運行が予定されていたが、12月10日に工場内で自動車との衝突事故が発生し、迅速な修復が困難であった事から当日をもってカーゴトラムの運行は終了した。車両についてはドレスデン交通企業体が購入した上で事業用を含めた転用が検討されている。
  - 市東部のエルベ川に青い奇跡の橋（正式名称はロシュヴィッツァー橋）と呼ばれる鉄骨構造の橋が架かっているが、その北岸の丘陵地に、ケーブルカーとモノレールがある。ケーブルカー「ドレスデン鋼索鉄道」 (Standseilbahn Dresden) は路線の長さ547m、高低差95mで、1895年に開業しており、モノレール「空中鉄道ドレスデン」 (Schwebebahn Dresden) は長さ274m、高低差が84mで、1901年の開業である。両交通機関は、1893年に完成した橋「青い奇跡」と並んで、世界遺産ドレスデン・エルベ渓谷の産業遺産とされていたが、ヴァルトシュロッセン橋の建設により、2009年に世界遺産の登録が抹消されている。

## 年中行事
ドレスデンでは、年中様々な行事が行われ、国際的意義があるものが多い。主な行事には、春はドレスデン映画祭が４月に開催される。また、ドレスデン国際ダンス・ウィークも春ある。夏には、「エルバンフェスト」がエルベ川の右岸に沿って行われ、伝統的な船でレガッタなども行われる。秋は、現代音楽のドレスデンの日、フォークダンス・フェスティヴァルなどが開催される。冬には、降臨節の間にクリスマスマーケットが開かれ、そこでシュトーレンを主題にした祭り「シュトレンフェスト」も行われる。２月には人形劇祭りがある。

## その他

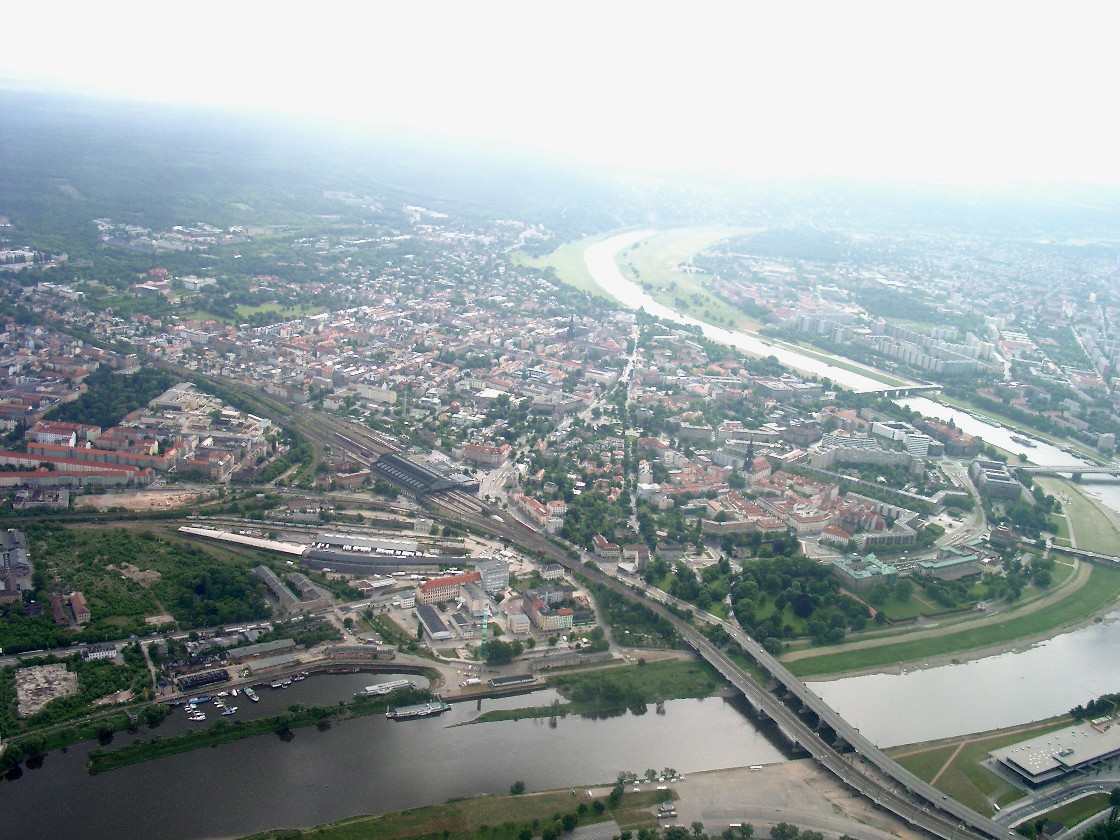
ドレスデンの63%の地域が緑に囲まれている

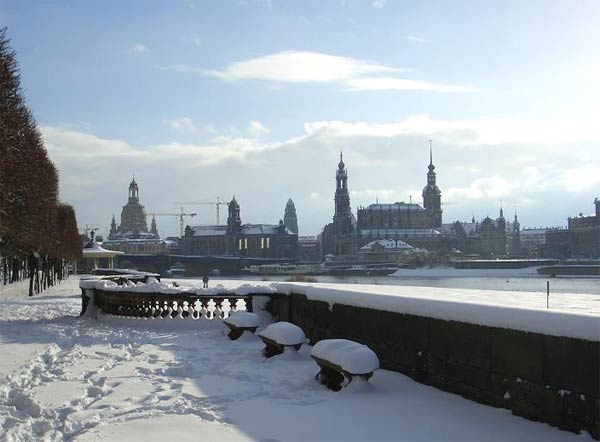
冬のドレスデン

- 地名ドレスデンは、「森の住民」を意味する古ソルブ語に由来する[9]。
- 2002年夏の洪水(英語版)によりドレスデンも大きな被害を受けた。
- 旧東ドイツのサッカークラブである1.FCディナモ・ドレスデンは、東西ドイツ再統一後に一時低迷していたが、その後持ち直しており2011年現在ブンデスリーガ2部で活躍中である。
- 2008年にはドレスデンで第38回チェス・オリンピアードが開催された。
- 2011年、グリュックスガス・シュタディオンでFIFA女子ワールドカップが開催された。
- 小惑星(3053) Dresdenはドレスデンの名前にちなんで命名された[10]。

## 姉妹都市
| - ヴロツワフ（ポーランド） - オストラヴァ（チェコ） - コヴェントリー（イギリス） - コロンバス（アメリカ合衆国オハイオ州） - ザルツブルク（オーストリア） - サンクトペテルブルク（ロシア） | - スコピエ（マケドニア共和国） - ストラスブール（フランス） - ハンブルク（ドイツ） - フィレンツェ（イタリア） - ブラザヴィル（コンゴ共和国） - ロッテルダム（オランダ） |

## 主な出身人物
- エーリッヒ・ケストナー - 詩人・作家
- ローター・シュミット - チェスプレーヤー

## ゆかりの人物・エピソード
- 森鷗外
  - 1884年から約4年間のドイツ留学をしていた鷗外は、1885年10月11日から翌1886年の3月初旬まで、約5ヶ月間ドレスデンに滞在していたことがある。小説『文づかひ』はドレスデンを舞台にした作品である。
- ゲーテ
  - ドレスデンが気に入ったゲーテは、幾度かこの地を訪れている。彼はエルベ川からみて旧市街地側の川に沿って続く小高い歩道を好んで散歩した。それは森鷗外が滞在するおよそ100年前のことであった。
- フリードリヒ・シラー
  - 戯曲『群盗』の初演で成功を納めたものの領主の不興を買って各地を放浪したシラーは、1785年4月友人のケルナーらに迎えられ、そのドレスデンの家に2年間寄寓し、幸福な日々を過ごす。その間に生まれたのが、ベートーヴェンの第九こと交響曲第9番で歌われる詩「歓喜の歌」である[11]。
- リヒャルト・ワーグナー
  - ドレスデン宮廷劇場指揮者になったが、1848年のドイツ革命の際、ドレスデンでのバリケード戦に参加している。ドレスデンに隣接するピルナ市のグラウパでは、『ローエングリン』製作中のワーグナーが一時期滞在した家屋が記念館として公開されているほか、2011年には近くの猟館に彼のザクセン時代を扱う博物館がオープンした。

## ドレスデンが舞台の作品

### 小説
- 『文づかひ』 - 森鷗外の小説。
- 『スローターハウス5』 - カート・ヴォネガットの小説
- 『革命前夜』 - 須賀しのぶの小説。

### 映画
- ドレスデン、運命の日 - 2006年のドイツ映画。第二次世界大戦末期のドレスデンを舞台にしている。

### 音楽
- ドレスデンの思い出 - ヨハン・シュトラウス2世の弟エドゥアルト・シュトラウス1世の作曲したポルカ・フランセーズ。